# Copelatus baoulicus
Copelatus baoulicus es una especie de escarabajo buceador del género Copelatus, de la subfamilia Copelatinae, en la familia Dytiscidae. Fue descrito por Bilardo & Pederzani en 1978.